# Departamento de Ndian
Ndian es un departamento de la región Sudoeste de Camerún. En noviembre de 2005 tenía una población censada de 122 579 habitantes.
Está formado por los siguientes municipios:
- Bamusso 19,230
- Dikome-Balue 13,364
- Ekondo-Titi 56,503
- Idabato 3,482
- Isanguele 3,476
- Kombo-Abedimo 2,146
- Kombo-Itindi 2,958
- Mundemba 14,385
- Toko 7,035